# The Time of Their Lives
The Time of Theier Lives es una película de fantasía y comedia estadounidense de 1946 dirigida por Charles Barton y protagonizada por el dúo cómico Abbott y Costello.

## Elenco
- Bud Abbott .... Cuthbert Greenway / Dr. Ralph Greenway
- Lou Costello .... Horatio Prim
- Marjorie Reynolds .... Melody Allen
- Binnie Barnes .... Mildred Dean
- John Shelton as Sheldon Gage
- Gale Sondergaard .... Emily
- Lynn Baggett .... June Prescott
- Jess Barker .... Thomas Danbury
- Ann Gillis .... Nora O'Leary
- Donald MacBride .... Lt. Mason
- William Hall .... Sgt. Conners
- Robert Barrat .... Maj. Putnam
- Rex Lease .... Sgt. Makepeace
- Kirk Alyn .... Dandy at Party
- Harry Brown as Second Sergeant
- George M. Carleton .... Museum Guard
- Wheaton Chambers .... Bill, Museum Guard
- James Conaty .... Party Guest
- John Crawford .... Dandy at Party
- Vernon Downing .... Leigh, Traitor
- Marjorie Eaton .... Bessie, Danbury's Maid
- Myron Healey .... Dandy at Party
- Boyd Irwin .... Cranwell, Traitor
- Selmer Jackson .... Mr. Dibbs, Museum Curator
- William H. O'Brien .... Danbury Servant
- Scott Thomson .... Dandy at Party
- Harry Woolman .... Motorcycle Rider